# Pitten (rivier)
De Pitten is een rivier in Oostenrijk die ontspringt in de buurt van Aspang Markt, stroomt langs Edlitz Markt, Schleibingkirche, Seebenstein, Pitten en Erfach en in Haderswörth met de Schwarza samenvloeit om de Leitha te vormen. Een klein zijarmpje van de Pitten vloeit nog een vijf à zes km langs de Leitha mee totdat deze, nabij Eichbühl, de Leitha invloeit.
- Système universitaire de documentation: 028170520
- Virtual International Authority File: 241428202